# Positiver Journalismus
Positiver Journalismus ist eine Schule im Journalismus, die bewusst über positive Themen berichtet und sich einer positiven Sprache bedient. Positiver Journalismus kann als eine Art Gegenbewegung zum weithin konstatierten Negativitätsbias in der klassischen Medienberichterstattung verstanden werden.

## Definition
Der positive Journalismus versteht sich als ein journalistisches Genre, das beim Rezipienten positive kognitive, affektive und motivationale Wirkungen hervorzurufen beabsichtigt. Positiver Journalismus stellt somit einen normativen – gegebenenfalls sogar pädagogischen – Ansatz dar.
Im Mittelpunkt des positiven Journalismus steht eine Output-Orientierung. Dies bedeutet, dass positiver Journalismus nicht von der Art der Berichterstattung zu definieren ist, sondern von den beabsichtigten Wirkungen. Positiver Journalismus will keineswegs ausschließlich über positive Ereignisse und Situationen berichten, denn dies würde zwangsläufig zu einer einseitigen Verkürzung und Verzerrung der Weltwahrnehmung führen.
Positiver Journalismus ist folglich nicht auf positive Themen und Inhalte wie Siege, Erfolge, Einigungen oder Lösungen beschränkt. Auch negative Ereignisse können Gegenstand positiver Berichterstattung sein, wenn diese positiv, zum Beispiel lösungsorientiert, formuliert werden oder einen positiven Ausblick erhalten. Die Form, vor allem die Sprache, ist bei diesem Genre daher von elementarer Bedeutung.

## Wissenschaftliche Basis
Das Konzept des positiven Journalismus orientiert sich an den Erkenntnissen der positiven Psychologie, die vom US-amerikanischen Psychologen Martin Seligman begründet wurde. Die positive Psychologie kritisiert an der herkömmlichen Psychologie, dass diese statt durch eine konstruktive durch eine defizitäre Brille sehe, indem sie sich überwiegend mit psychischen Störungen, nicht aber mit den Bedingungen des angestrebten Normalzustands, psychischer Gesundheit, auseinandersetzt. Übertragen auf den Journalismus bedeutet dies, nicht nur „Bad News“ als „Good News“ zu betrachten, sondern ausdrücklich auch über positive Entwicklungen in der Welt zu berichten. In empirischen Studien konnte nachgewiesen werden, dass ein und derselbe Sachverhalt, einmal mit positiver und einmal mit negativer Sprache dargestellt, positive bzw. negative Wirkungen auf das Wohlbefinden der Leser hat.

## Abgrenzung zu anderen journalistischen Genres
Der positive Journalismus hat Schnittmengen mit anderen journalistischen Genres.
- Mit dem konstruktiven Journalismus hat er zum Beispiel die Anlehnung an Prinzipien aus der positiven Psychologie und die lösungsorientierte Perspektive gemein.
- Überschneidungen gibt es auch mit dem Friedensjournalismus, der ebenfalls auf positive Aspekte fokussiert und pazifistische, deeskalierende Ziele hat. Hier ist allerdings das Berichterstattungsfeld auf Frieden eingeengt.
- Auch zu dem im deutschsprachigen Raum weniger bekannten lösungsorientierten Journalismus (Solutions Journalism) bestehen Parallelen. Er thematisiert nicht nur Probleme, sondern propagiert zudem Lösungsmöglichkeiten.
- Positive Aspekte beinhaltet darüber hinaus der hierzulande eher unbekannte präventive Journalismus (Preventive Journalism). Er sieht sich als eine Art gesellschaftliches Frühwarnsystem.
- Schließlich findet sich im Nutzwert-, Ratgeber-, Service- oder Verbraucherjournalismus (Service Journalism) oft eine journalistische Herangehensweise, die als tendenziell positiv bezeichnet werden kann.

## Verbreitung
Beispiele für positiven Journalismus sind insbesondere im englischsprachigen Raum zu finden. Zu nennen ist etwa die Good-News-Section der Huffpost. Mit den Positive News gibt es zudem ein Format, das auch in gedruckter Form erscheint.
Im deutschsprachigen Raum ist positiver Journalismus bisher noch wenig verbreitet. Ein Vorreiter ist hierbei das Good News Magazin, das solche Nachrichten und Reportagen online, in einem Printmagazin und dem Podcast Weltaufgang verbreitet. Bei goodnews.eu stellen die Betreiberinnen täglich drei gute Nachrichten aus anderen Medien zusammen und berichten im Podcast Good Impact. Der Spiegel hat auf seiner Website die Rubrik Alles Gute. Die taz hat zwischen 2009 und 2010 drei Sonderausgaben mit ausschließlich positiven Projekten herausgebracht.